# Iraj Danaeifard
Iraj Danaeifard (persa: ایرج دانایی‌فرد)  (Teheran, 11 de març de 1951 - Siraz, 12 de desembre de 2018) fou un futbolista iranià.
El seu pare, Ali Danaeifard fou un dels fundadors del Taj. A més del Taj, jugà a l'Iran als clubs Oghab FC i Pas FC, i més tard als Estats Units al club Tulsa Roughnecks, de la NASL.
Jugà amb la selecció iraniana i participà en el Mundial de futbol de 1978. Marcà un gol davant Escòcia. Després de la Copa Asiàtica de 1980 a Kuwait es retirà de la selecció amb un total de 17 partits i tres gols.